# IC 2473
IC 2473 је спирална галаксија у сазвјежђу Лав која се налази на листи објеката дубоког неба у Индекс каталогу.
Деклинација објекта је + 30° 26' 29" а ректасцензија 9h 27m 23,4s. Привидна величина (магнитуда) објекта IC 2473 износи 13,6 а фотографска магнитуда 14,4. IC 2473 је још познат и под ознакама UGC 5038, MCG 5-22-47, CGCG 151-82, IRAS 09244+3039, KARA 336, NPM1G +30.0161, CGCG 152-1, PGC 26817.